# Bomb Girls
Bomb Girls es una serie de drama canadiense que debutó el 4 de enero de 2012 en la cadena Global. Cuenta la historia de cuatro mujeres que trabajan en Canadá en una factoría de munición durante la Segunda Guerra Mundial, empezando en 1941. Originalmente se intentó que fuera una miniserie de seis capítulos, pero se alargó a 2 temporadas. El show se emitió por primera vez en EE. UU. por el canal ReelzChannel el 11 de septiembre de 2012, en el Reino Unido por la ITV3 el 10 de noviembre de 2012, y en Irlanda por TG4 el 6 de enero de 2013.

## Personajes

### Personajes principales
- Lorna Corbett (Meg Tilly) – Matrona de la factoría de munición Victory.
- Gladys Witham (Jodi Balfour) – Hija única de una familia adinerada de Rosedale.
- Betty McRae (Ali Liebert) – Una trabajadora de las praderas poco femenina.
- Kate Andrews (Charlotte Hegele) – Nacida Marion Rowley, es una de las recientes incorporaciones a la plantilla de trabajadoras de la fábrica.

## Película para la TV: Bomb Girls - Facing the Enemy
En octubre de 2013 Shaw Media announced que se realizaría una película para la televisión de 2h El reparto original, incluyendo a Meg Tilly, Jodi Balfour, Charlotte Hegele, Ali Liebert, Antonio Cupo, Anastasia Phillips, Michael Seater, yPeter Outerbridge retoman sus papeles. La película se estrenó en Toronto y Hamilton el 20 de noviembre de 2013.